# Pieve d’Olmi
Pieve d’Olmi ist eine norditalienische Gemeinde (comune) mit 1227 Einwohnern (Stand 31. Dezember 2023) in der Provinz Cremona in der Lombardei. Die Gemeinde liegt etwa 9,5 Kilometer südöstlich von Cremona und grenzt unmittelbar an die Provinz Parma (Emilia-Romagna). Im Süden der Gemeinde fließt der Po.

## Gemeindepartnerschaft
- Pontecorvo, Provinz Frosinone